# Campionati del mondo di atletica leggera 2015 - 800 metri piani femminili
La gara degli 800 metri piani femminili dei Campionati del mondo di atletica leggera 2015 si è svolta tra il 26 e il 29 agosto.

## Podio
| Pos.    | Atleta              | Nazionalità | Misura  |
| ------- | ------------------- | ----------- | ------- |
| Oro     | Maryna Arzamasava   | Bielorussia | 1:58.03 |
| Argento | Melissa Bishop      | Canada      | 1:58.12 |
| Bronzo  | Eunice Jepkoech Sum | Kenya       | 1:58.18 |

## Situazione pre-gara

### Record
Prima di questa competizione, il record del mondo e il record dei campionati erano i seguenti.
| Record                | Prestazione | Atleta                          | Data                                       | Competizione  |
| --------------------- | ----------- | ------------------------------- | ------------------------------------------ | ------------- |
| Record mondiale       | 1'53"28     | Jarmila Kratochvílová Rep. Ceca | 26 luglio 1983 Monaco di Baviera, Germania |               |
| Record dei campionati | 1'54"68     | Jarmila Kratochvílová Rep. Ceca | 9 agosto 1983 Helsinki, Finlandia          | Mondiali 1983 |

### Campionesse in carica
Le campionesse in carica, a livello mondiale e olimpico, erano:
| Campionessa | Atleta                    | Prestazione | Data                               | Competizione         |
| ----------- | ------------------------- | ----------- | ---------------------------------- | -------------------- |
| Olimpica    | Marija Savinova Russia    | 1'56"19     | 11 agosto 2012 Londra, Regno Unito | Giochi olimpici 2012 |
| Mondiale    | Eunice Jepkoech Sum Kenya | 1'57"38     | 18 agosto 2013 Mosca, Russia       | Mondiali 2013        |

### La stagione
Prima di questa gara, le atlete con le migliori tre prestazioni dell'anno erano:
| Pos. | Atleta                    | Prestazione | Data                                         |
| ---- | ------------------------- | ----------- | -------------------------------------------- |
| 1    | Eunice Jepkoech Sum Kenya | 1'56"99     | 4 luglio 2015 Saint-Denis, Francia           |
| 2    | Rose Mary Almanza Bahamas | 1'57"60     | 4 luglio 2015 Saint-Denis, Francia           |
| 3    | Ajeé Wilson Stati Uniti   | 1'57"87     | 30 maggio 2015 Eugene, Stati Uniti d'America |

## Risultati

### Qualificazioni
I primi 3 di ogni batteria (Q) e i successivi 6 tempi migliori (q) avanzano alle semifinali
| Pos. | Batteria | Nome                     | Nazionalità        | Tempo   | Note                                     |
| ---- | -------- | ------------------------ | ------------------ | ------- | ---------------------------------------- |
| 1    | 1        | Maryna Arzamasava        | Bielorussia        | 1:58.69 | Q,                                       |
| 2    | 1        | Lynsey Sharp             | Regno Unito        | 1:58.98 | Q,                                       |
| 3    | 1        | Caster Semenya           | Sudafrica          | 1:59.59 | Q,                                       |
| 4    | 1        | Nataliia Lupu            | Ucraina            | 1:59.62 | q,                                       |
| 5    | 2        | Eunice Jepkoech Sum      | Kenya              | 1:59.67 | Q                                        |
| 6    | 2        | Olha Lyakhova            | Ucraina            | 1:59.92 | Q,                                       |
| 7    | 2        | Sifan Hassan             | Paesi Bassi        | 1:59.94 | Q                                        |
| 8    | 2        | Rénelle Lamote           | Francia            | 2:00.20 | q                                        |
| 9    | 6        | Melissa Bishop           | Canada             | 2:00.23 | Q                                        |
| 10   | 6        | Selina Büchel            | Svizzera           | 2:00.25 | Q                                        |
| 11   | 1        | Christina Hering         | Germania           | 2:00.36 | q                                        |
| 12   | 3        | Rababe Arafi             | Marocco            | 2:00.37 | Q,                                       |
| 12   | 6        | Malika Akkaoui           | Marocco            | 2:00.37 | Q,                                       |
| 14   | 3        | Fiona Benson             | Canada             | 2:00.53 | Q                                        |
| 15   | 3        | Brenda Martinez          | Stati Uniti        | 2:00.54 | Q                                        |
| 16   | 3        | Angela Petty             | Nuova Zelanda      | 2:00.62 | q                                        |
| 17   | 6        | Jennifer Meadows         | Regno Unito        | 2:00.70 | q                                        |
| 17   | 1        | Molly Beckwith-Ludlow    | Stati Uniti        | 2:00.70 | q                                        |
| 19   | 1        | Tintu Lukka              | India              | 2:00.95 | Miglior prestazione personale stagionale |
| 20   | 6        | Aníta Hinriksdóttir      | Islanda            | 2:01.01 | Miglior prestazione personale stagionale |
| 21   | 6        | Anastasiya Tkachuk       | Ucraina            | 2:01.07 |                                          |
| 22   | 4        | Sofia Ennaoui            | Polonia            | 2:01.16 | Q                                        |
| 23   | 4        | Rose Mary Almanza        | Cuba               | 2:01.33 | Q                                        |
| 24   | 4        | Lucia Klocová            | Slovacchia         | 2:01.35 | Q                                        |
| 25   | 2        | Charline Mathias         | Lussemburgo        | 2:01.36 |                                          |
| 26   | 4        | Janeth Jepkosgei         | Kenya              | 2:01.40 |                                          |
| 27   | 5        | Fabienne Kohlmann        | Germania           | 2:01.42 | Q                                        |
| 28   | 4        | Simoya Campbell          | Giamaica           | 2:01.43 |                                          |
| 29   | 3        | Yevgeniya Subbotina      | Russia             | 2:01.50 |                                          |
| 30   | 5        | Joanna Jóźwik            | Polonia            | 2:01.62 | Q                                        |
| 31   | 5        | Shelayna Oskan-Clarke    | Regno Unito        | 2:01.72 | Q                                        |
| 32   | 2        | Flavia de Lima           | Brasile            | 2:01.76 |                                          |
| 33   | 5        | Natoya Goule             | Giamaica           | 2:02.37 |                                          |
| 34   | 5        | Déborah Rodríguez        | Uruguay            | 2:02.46 |                                          |
| 35   | 5        | Noélie Yarigo            | Benin              | 2:02.48 |                                          |
| 36   | 4        | Esther Guerrero          | Spagna             | 2:02.64 |                                          |
| 37   | 3        | Zhao Jing                | Cina               | 2:03.08 | Miglior prestazione personale stagionale |
| 38   | 2        | Habitam Alemu            | Etiopia            | 2:03.19 |                                          |
| 39   | 6        | Margaret Nyairera Wambui | Kenya              | 2:03.52 |                                          |
| 40   | 4        | Ciara Everard            | Irlanda            | 2:03.98 |                                          |
| 41   | 5        | Alysia Montaño           | Stati Uniti        | 2:09.57 |                                          |
| 42   | 3        | Donna Koniel             | Papua Nuova Guinea | 2:12.51 |                                          |
| 43   | 5        | Andrea Foster            | Guyana             | 2:17.39 |                                          |
| 44   | 1        | Aye Aye Aung             | Birmania           | 2:37.51 |                                          |
|      | 3        | Amela Terzić             | Serbia             | dns     |                                          |

### Semifinali
I primi due di ogni batteria (Q) e i successivi due migliori tempi (q) si qualificano per la finale.
| Pos. | Batteria | Nome                  | Nazionalità   | Tempo   | Note                                     |
| ---- | -------- | --------------------- | ------------- | ------- | ---------------------------------------- |
| 1    | 3        | Melissa Bishop        | Canada        | 1:57.52 | Q,                                       |
| 2    | 3        | Maryna Arzamasava     | Bielorussia   | 1:57.54 | Q,                                       |
| 3    | 3        | Eunice Jepkoech Sum   | Kenya         | 1:57.56 | q                                        |
| 4    | 3        | Joanna Jóźwik         | Polonia       | 1:58.35 | q,                                       |
| 5    | 3        | Sifan Hassan          | Paesi Bassi   | 1:58.50 | Miglior prestazione personale            |
| 6    | 1        | Rababe Arafi          | Marocco       | 1:58.55 | Q,                                       |
| 7    | 1        | Nataliia Lupu         | Ucraina       | 1:58.57 | Q,                                       |
| 8    | 1        | Selina Büchel         | Svizzera      | 1:58.63 |                                          |
| 9    | 2        | Shelayna Oskan-Clarke | Regno Unito   | 1:58.86 | Q,                                       |
| 9    | 2        | Rénelle Lamote        | Francia       | 1:58.86 | Q,                                       |
| 11   | 2        | Olha Lyakhova         | Ucraina       | 1:58.94 | Miglior prestazione personale            |
| 12   | 3        | Malika Akkaoui        | Marocco       | 1:59.03 | Miglior prestazione personale stagionale |
| 13   | 3        | Lucia Klocová         | Slovacchia    | 1:59.14 | Miglior prestazione personale stagionale |
| 14   | 3        | Lynsey Sharp          | Regno Unito   | 1:59.33 |                                          |
| 15   | 1        | Fabienne Kohlmann     | Germania      | 1:59.42 |                                          |
| 16   | 2        | Angela Petty          | Nuova Zelanda | 1:59.53 |                                          |
| 17   | 2        | Fiona Benson          | Canada        | 1:59.59 | Miglior prestazione personale            |
| 18   | 1        | Sofia Ennaoui         | Polonia       | 2:00.11 | Miglior prestazione personale            |
| 19   | 1        | Brenda Martinez       | Stati Uniti   | 2:00.27 |                                          |
| 20   | 2        | Rose Mary Almanza     | Cuba          | 2:00.38 |                                          |
| 21   | 2        | Molly Beckwith-Ludlow | Stati Uniti   | 2:00.43 |                                          |
| 22   | 1        | Jennifer Meadows      | Regno Unito   | 2:00.53 |                                          |
| 23   | 2        | Christina Hering      | Germania      | 2:00.81 |                                          |
| 24   | 1        | Caster Semenya        | Sudafrica     | 2:03.18 |                                          |

### Finale
| Pos. | Nome                  | Nazionalità | Tempo   | Note |
| ---- | --------------------- | ----------- | ------- | ---- |
|      | Maryna Arzamasava     | Bielorussia | 1:58.03 |      |
|      | Melissa Bishop        | Canada      | 1:58.12 |      |
|      | Eunice Jepkoech Sum   | Kenya       | 1:58.18 |      |
| 4    | Rababe Arafi          | Marocco     | 1:58.90 |      |
| 5    | Shelayna Oskan-Clarke | Regno Unito | 1:58.99 |      |
| 6    | Nataliia Lupu         | Ucraina     | 1:58.99 |      |
| 7    | Joanna Jóźwik         | Polonia     | 1:59.09 |      |
| 8    | Rénelle Lamote        | Francia     | 1:59.70 |      |